# Griviţa (Galaţi)
Griviţa é uma comuna romena localizada no distrito de Galaţi, na região de Moldávia. A comuna possui uma área de 39.45 km² e sua população era de 3863 habitantes segundo o censo de 2007.